# هارون تشانغ
هارون تشانغ (بالإنجليزية: Aaron Chang)‏ هو مصور أمريكي، ولد في 1956.

## وصلات خارجية
- الموقع الرسمي
- هارون تشانغ على موقع EncyclopediaOfSurfing.com (الإنجليزية)